# Temiminó
Los temiminós, también llamados temininós, timiminós, tomominos y tegmegminos, fueron un pueblo tupi que habitó la Isla del Gobernador, San Cristóbal, Niterói y la parte sur del actual estado de Espírito Santo, Brasil, en el siglo XVI. Poseían rivalidad con sus vecinos tupinambás en la bahía de Guanabara así como muchos elementos culturales comunes tanto con éste como con otros pueblos tupis como el idioma, creencias, costumbres como el canibalismo ritual y la agricultura de subsistencia basada en queimadas. La etimología del término "Temiminó" es originaria del tupi antiguo y significa "los nietos".